# Otto Stern
Otto Stern (Sohrau, 17 februari 1888 – Berkeley, 17 augustus 1969) was een Duits-Amerikaans natuurkundige en Nobelprijswinnaar.

## Biografie
Stern werd geboren in het destijds Duitse Sohrau, het tegenwoordige Żory, Neder-Silezië in Polen. Hij was de oudste zoon van graanhandelaar Oscar Stern en Eugenie Rosenthal. In 1892 verhuisde hij met zijn ouders naar Breslau. Hij studeerde er fysische scheikunde aan de universiteit die hij in 1912 afrondde met een doctorsgraad. Via zijn leermeester Otto Sackur verkreeg hij een positie als onderzoeksstudent bij Albert Einstein, eerst in Praag en later in Zürich. Hij werd in 1913 privaatdocent in fysische chemie aan de Eidgenössische Technische Hochschule (ETH).
Het jaar daarop ging hij naar universiteit van Frankfurt. In 1915 behaalde hij er zijn habilitatie, waarna hij in 1918 werd benoemd tot adjunct-hoogleraar bij het Instituut voor Theoretische Natuurkunde van Max Born. Vanaf 1921 werd hij hoogleraar aan de universiteit van Rostock. Deze post verliet hij in 1923 om te werken bij het pas opgerichte Institut für physikalische Chemie aan de Universiteit Hamburg. Hij bouwde zijn laboratorium uit tot een wereldberoemd centrum van de moleculaire-bundelfysica, dat vele buitenlandse postdoc’s trok, zoals de latere Nobelprijswinnaars Isidor Isaac Rabi en John van Vleck.
Nadat hij in 1933 door de nazi's werd ontslagen aan de universiteit Hamburg emigreerde hij naar de Verenigde Staten. Hij werd er hoogleraar natuurkunde aan het Carnegie Institute of Technology in Pittsburgh en later professor emeritus aan de universiteit van Californië - Berkeley. Op 8 maart 1939 werd hij Amerikaans staatsburger. Tijdens de oorlog was hij werkzaam als raadgever op het Ministerie van Oorlog.

## Werk
Zijn vroegste werk was op het gebied van de theoretische natuurkunde, met name die van de thermodynamica en de kwantumtheorie waarover hij enkele belangrijke artikelen publiceerde. Vanaf 1919 richtte hij zich meer op de experimentele natuurkunde. Zijn belangrijkste werk omvat de ontwikkeling van de moleculaire-bundelmethode, een techniek om atomen en moleculen te bestuderen onder botsingvrije omstandigheden. Deze techniek zou in de toekomst een fundamentele rol spelen in de ontwikkeling van enkele belangrijke natuurkundige toepassen, zoals de maser en laser, atoomklokken, kernspinresonantie en Magnetic Resonance Imaging (MRI). Voor dit werk kreeg hij in 1943 de Nobelprijs voor de Natuurkunde.
In 1922 voerde Stern samen met Walther Gerlach het Stern-Gerlach-experiment uit in het gebouw van het Physikalischen Verein (natuurkundig genootschap). In dit experiment werd een bundel zilveratomen (atoom met één valentie-elektron) door een inhomogeen magnetisch veld afgebogen. Het resultaat was dat de atoombundel werd opgesplitst in twee bundels die geheel kon worden toegeschreven aan de elektronenspin. Ander werk van Stern betrof de meting van atoom magnetische beweging, aantonen van het golfkarakter van atomen en moleculen en ontdekking van het magnetisch moment van het proton en het deuteron (1933).

## Erkenning
Stern was lid van de American Association for the Advancement of Science, de American Philosophical Society, de National Academy of Sciences en (vanaf 1936) van de Koninklijke Deense Akademie van Wetenschappen.